# 修真观
修真观位于浙江省嘉兴市桐乡市乌镇东栅西端的观前街，兴华路西侧，隔路为乌镇茅盾故居。对面毗邻东市河处为古戏台。

## 历史
修真观创建于北宋咸平元年（998年），道士张洞明在此结庐修真得道。此后多次毁损与重建，清乾隆十四年格局定型。咸丰十年（1860年）毁于兵火。1999年按照历史格局重建。
修真观对面的戏台是修真观的附属建筑，建于清乾隆十四年（1749年），咸丰十年（1860年）毁于兵火。同治四年（1865年）-同治十一年（1872年）重建。1919年、1986年修缮。

## 建筑
现在的修真观系1999年按照历史格局重建，前后三进，分别为中轴线上的山门、东岳大殿和玉皇阁。山门对联为：“人有千算”、“天则一算”。横批位置则挂着一个大算盘。正殿供奉东岳大帝。第三进玉皇阁分两层。下层供有观音。上层供玉皇大帝。东西两侧配殿，分别供奉十殿阎王、瘟元帅、财神等。
对面的古戏台前台单檐歇山顶，飞檐翘角，面阔5.6米，进深5.8米。后台面阔三间12米，进深五椽5.5米，木雕精美。匾额“以古为鉴”，对联为“锣鼓一场唤醒人间春梦；宫商两音传来天上神仙。”

## 活动
旧时，每年正月初五的迎财神会、三月廿八迎东岳庙会、五月十五迎瘟元帅会、七月十五迎城隍会，均有庙会、神戏。现在戏台已恢复演出桐乡花鼓戏。

## 保护
1981年，修真观戏台为桐乡市文物保护单位。